# World Games 2017/Teilnehmer (Belgien)
| Gelbes Symbol für Goldmedaillen mit stilisierten Olympischen Ringen | Graues Symbol für Silbermedaillen mit stilisierten Olympischen Ringen | Braundes Symbol für Bronzemedaillen mit stilisierten Olympischen Ringen |
| ------------------------------------------------------------------- | --------------------------------------------------------------------- | ----------------------------------------------------------------------- |
| 7                                                                   | 8                                                                     | 8                                                                       |

Belgien nahm an den World Games 2017 in Breslau teil. Die belgische Delegation bestand aus 65 Athleten.

## Teilnehmer nach Sportarten

### Akrobatik
| Athleten                            | Wettbewerb | Qualifikation | Qualifikation | Finale | Finale | Rang   |
| Athleten                            | Wettbewerb | Punkte        | Rang          | Punkte | Rang   | Rang   |
| ----------------------------------- | ---------- | ------------- | ------------- | ------ | ------ | ------ |
| Frauen                              |            |               |               |        |        |        |
| Lore Vanden Berghe Noemie Lammertyn | Paar       | 57.630        | 2             | 28.510 | 2      | Silber |
| Männer                              |            |               |               |        |        |        |
| Kilian Goffaux Robin Casse          | Paar       | 56.740        | 1             | 28.550 | 3      | Bronze |

### Billard
| Athleten     | Wettbewerb | Achtelfinale   | Achtelfinale | Viertelfinale | Viertelfinale | Halbfinale    | Halbfinale    | Finale / Platz 3 | Finale / Platz 3 | Rang          |
| Athleten     | Wettbewerb | Gegner         | Ergebnis     | Gegner        | Ergebnis      | Gegner        | Ergebnis      | Gegner           | Ergebnis         | Rang          |
| ------------ | ---------- | -------------- | ------------ | ------------- | ------------- | ------------- | ------------- | ---------------- | ---------------- | ------------- |
| Männer       |            |                |              |               |               |               |               |                  |                  |               |
| Eddy Leppens | Dreiband   | Can Capak      | 40:27        | Dick Jaspers  | 24:40         | ausgeschieden | ausgeschieden | ausgeschieden    | ausgeschieden    | ausgeschieden |
| Mixed        |            |                |              |               |               |               |               |                  |                  |               |
| Wendy Jans   | Snooker    | Declan Brennan | 1:3          | ausgeschieden | ausgeschieden | ausgeschieden | ausgeschieden | ausgeschieden    | ausgeschieden    | ausgeschieden |

### Feldbogenschießen
| Athleten      | Wettbewerb    | Qualifikation | Qualifikation | Ausscheidungsrunde  | Ausscheidungsrunde | Achtelfinale   | Achtelfinale  | Viertelfinale        | Viertelfinale | Halbfinale    | Halbfinale    | Finale        | Finale        | Rang          |
| Athleten      | Wettbewerb    | Ringe         | Rang          | Gegner              | Ergebnis           | Gegner         | Ergebnis      | Gegner               | Ergebnis      | Gegner        | Ergebnis      | Gegner        | Ergebnis      | Rang          |
| ------------- | ------------- | ------------- | ------------- | ------------------- | ------------------ | -------------- | ------------- | -------------------- | ------------- | ------------- | ------------- | ------------- | ------------- | ------------- |
| Frauen        |               |               |               |                     |                    |                |               |                      |               |               |               |               |               |               |
| Sarah Prieels | Compoundbogen | 697           | 5             | –                   | –                  | Mariya Shkolna | 146:144       | Aleksandra Savenkova | 145:145       | ausgeschieden | ausgeschieden | ausgeschieden | ausgeschieden | ausgeschieden |
| Zoé Gobbels   | Recurvebogen  | 316           | 9             | Jindriska Vaneckova | 76:78              | ausgeschieden  | ausgeschieden | ausgeschieden        | ausgeschieden | ausgeschieden | ausgeschieden | ausgeschieden | ausgeschieden | ausgeschieden |

### Inline-Speedskating

#### Bahn
| Athleten     | Wettbewerb           | Qualifikation | Qualifikation | Viertelfinale | Viertelfinale | Halbfinale    | Halbfinale    | Finale           | Finale           | Rang             |
| Athleten     | Wettbewerb           | Zeit          | Rang          | Zeit          | Rang          | Zeit          | Rang          | Zeit/Punkte      | Rang             | Rang             |
| ------------ | -------------------- | ------------- | ------------- | ------------- | ------------- | ------------- | ------------- | ---------------- | ---------------- | ---------------- |
| Frauen       |                      |               |               |               |               |               |               |                  |                  |                  |
| Sandrine Tas | 300 m Zeitfahren     | 26,904 s      | 3             | –             | –             | –             | –             | 26,544 s         | 3                | Bronze           |
| Anke Vos     | 500 m Sprint         | –             | –             | 44,602 s      | 3             | ausgeschieden | ausgeschieden | ausgeschieden    | ausgeschieden    | ausgeschieden    |
| Sandrine Tas | 1000 m Sprint        | –             | –             | 1:28,739 min  | 1             | 1:29,393 min  | 2             | 1:31,618 min     | 1                | Gold             |
| Anke Vos     | 1000 m Sprint        | –             | –             | 1:29,276 min  | 5             | 1:29,803 min  | 4             | 1:32,055 min     | 4                | 4                |
| Sandrine Tas | 10000 m Punkterennen | –             | –             | –             | –             | –             | –             | 15 Punkte        | 2                | Silber           |
| Anke Vos     | 10000 m Punkterennen | –             | –             | –             | –             | –             | –             | nicht angetreten | nicht angetreten | nicht angetreten |
| Sandrine Tas | 15000 m Rennen       | –             | –             | –             | –             | –             | –             | 26:25,550 min    | 2                | Silber           |
| Anke Vos     | 15000 m Rennen       | –             | –             | –             | –             | –             | –             | ausgeschieden    | ausgeschieden    | ausgeschieden    |
| Männer       |                      |               |               |               |               |               |               |                  |                  |                  |
| Bart Swings  | 1000 m Sprint        | –             | –             | 1:22,449 min  | 1             | 1:22,371 min  | 4             | 1:24,090 min     | 2                | Silber           |
| Bart Swings  | 10000 m Punkterennen | –             | –             | –             | –             | –             | –             | 0 Punkte         | ausgeschieden    | ausgeschieden    |
| Bart Swings  | 15000 m Rennen       | –             | –             | –             | –             | –             | –             | ausgeschieden    | ausgeschieden    | ausgeschieden    |

#### Straße
| Athleten        | Wettbewerb           | Qualifikation    | Qualifikation    | Viertelfinale    | Viertelfinale    | Halbfinale       | Halbfinale       | Finale           | Finale           | Rang             |
| Athleten        | Wettbewerb           | Zeit             | Rang             | Zeit             | Rang             | Zeit             | Rang             | Zeit/Punkte      | Rang             | Rang             |
| --------------- | -------------------- | ---------------- | ---------------- | ---------------- | ---------------- | ---------------- | ---------------- | ---------------- | ---------------- | ---------------- |
| Frauen          |                      |                  |                  |                  |                  |                  |                  |                  |                  |                  |
| Sandrine Tas    | 200 m Zeitfahren     | 19,343 s         | 3                | –                | –                | –                | –                | 19,657 s         | 12               | 12               |
| Sandrine Tas    | 500 m Sprint         | nicht angetreten | nicht angetreten | nicht angetreten | nicht angetreten | nicht angetreten | nicht angetreten | nicht angetreten | nicht angetreten | nicht angetreten |
| Stien Vanhoutte | 500 m Sprint         | 53,530 s         | 1                | 47,996 s         | 4                | ausgeschieden    | ausgeschieden    | ausgeschieden    | ausgeschieden    | ausgeschieden    |
| Anke Vos        | 500 m Sprint         | 57,041 s         | 1                | 47,574 s         | 2                | 46,661 s         | 4                | ausgeschieden    | ausgeschieden    | ausgeschieden    |
| Sandrine Tas    | 10000 m Punkterennen | –                | –                | –                | –                | –                | –                | 11 Punkte        | 2                | Silber           |
| Stien Vanhoutte | 10000 m Punkterennen | –                | –                | –                | –                | –                | –                | 0 Punkte         | 22               | 22               |
| Anke Vos        | 10000 m Punkterennen | –                | –                | –                | –                | –                | –                | 0 Punkte         | nicht beendet    | nicht beendet    |
| Sandrine Tas    | 20000 m Rennen       | –                | –                | –                | –                | –                | –                | 33:03,911 min    | 2                | Silber           |
| Stien Vanhoutte | 20000 m Rennen       | –                | –                | –                | –                | –                | –                | ausgeschieden    | ausgeschieden    | ausgeschieden    |
| Männer          |                      |                  |                  |                  |                  |                  |                  |                  |                  |                  |
| Bart Swings     | 500 m Sprint         | nicht angetreten | nicht angetreten | nicht angetreten | nicht angetreten | nicht angetreten | nicht angetreten | nicht angetreten | nicht angetreten | nicht angetreten |
| Bart Swings     | 10000 m Punkterennen | –                | –                | –                | –                | –                | –                | 13 Punkte        | 1                | Gold             |
| Bart Swings     | 20000 m Rennen       | –                | –                | –                | –                | –                | –                | 28:21,998 min    | 1                | Gold             |

### Jiu Jitsu
| Athleten | Wettbewerb     | Vorrunde                           | Vorrunde | Vorrunde                        | Vorrunde | Achtelfinale | Achtelfinale | Viertelfinale          | Viertelfinale | Halbfinale                              | Halbfinale    | Finale / Platz 3                  | Finale / Platz 3 | Rang          |
| Athleten | Wettbewerb     | Gegner                             | Ergebnis | Gegner                          | Ergebnis | Gegner       | Ergebnis     | Gegner                 | Ergebnis      | Gegner                                  | Ergebnis      | Gegner                            | Ergebnis         | Rang          |
| --- | -------------- | ---------------------------------- | -------- | ------------------------------- | -------- | ------------ | ------------ | ---------------------- | ------------- | --------------------------------------- | ------------- | --------------------------------- | ---------------- | ------------- |
| Frauen |                |                                    |          |                                 |          |              |              |                        |               |                                         |               |                                   |                  |               |
| Amal Amjahid                                                                                                 | 55 kg Ne-Waza  | Bayarmaa Munkhgerel                | 100:0    | Magdalena Giec                  | 100:0    | –            | –            | –                      | –             | Sandra Ximena Pedraza                   | 100:0         | Bayarmaa Munkhgerel               | 100:0            | Gold          |
| Amal Amjahid                                                                                                 | Open Ne-Waza   | –                                  | –        | –                               | –        | –            | –            | –                      | –             | Chloe Lalande                           | 99:0          | Luma Hatem Sharif Alqubaj         | 1:0              | Gold          |
| Männer |                |                                    |          |                                 |          |              |              |                        |               |                                         |               |                                   |                  |               |
| Louis Cloots                                                                                                 | 62 kg Fighting | Bohdan Mochulskyi                  | 10:11    | Radoslav Markov                 | 50:0     | –            | –            | –                      | –             | Jairo Viviescas Ortiz                   | 7:9           | Roman Apolonov                    | 8:10             | 4             |
| Salvatore Liga                                                                                               | 69 kg Ne-Waza  | –                                  | –        | –                               | –        | –            | –            | Zainutdin Zainukov     | 2:100         | ausgeschieden                           | ausgeschieden | ausgeschieden                     | ausgeschieden    | ausgeschieden |
| Salvatore Liga                                                                                               | 69 kg Ne-Waza  | –                                  | –        | –                               | –        | –            | –            | Repechage Daniel Hilal | 2:100         | ausgeschieden                           | ausgeschieden | ausgeschieden                     | ausgeschieden    | ausgeschieden |
| Wim Deputter                                                                                                 | 77 kg Ne-Waza  | Ilke Kubilay Bulut                 | 0:2      | Dinu Bucalet                    | 2:0      | –            | –            | –                      | –             | Maciej Kozak                            | 1:0           | Ilke Kubilay Bulut                | 2:12             | Silber        |
| Florent Minguet                                                                                              | 94 kg Ne-Waza  | Malte Meinken                      | 5:2      | Max Hederström                  | 0:3      | –            | –            | –                      | –             | Kristof Szucs                           | 0:7           | Max Hederström                    | 4:0              | Bronze        |
| Wim Deputter                                                                                                 | Open Ne-Waza   | –                                  | –        | –                               | –        | Maciej Kozak | 6:4          | Faisal Alketbi         | 0:3           | Kristof Szucs                           | 0:99          | Seif Eddine Houmine               | 0:3              | 4             |
| Bjarne Lardon Ben Jos Cloostermans                                                                           | Duo            | Sebastian Vosta / Nicolaus Bichler | 89:93    | Abu Hurrara / Muhammad Ammar    | 92:85,5  | –            | –            | –                      | –             | Ruben Assmann / Marnix Bunnik           | 92:95,5       | Vuk Dragutinovic / Stefan Vukotic | 96:94,5          | Bronze        |
| Mixed |                |                                    |          |                                 |          |              |              |                        |               |                                         |               |                                   |                  |               |
| Charis Gravensteyn Ian Lodens                                                                                | Duo            | Sofia Jokl / Thomas Schönenberger  | 94:93    | Philippe Bleyer / Andrea Gruber | 92,5:88  | –            | –            | –                      | –             | Julia Paszkiewicz / Johannes Tourbeslis | 92:93         | Sofia Jokl / Thomas Schönenberger | 97:94,           | Bronze        |
| Amal Amjahid Ben Jos Cloostermans Louis Cloots Wim Deputter Charis Gravensteyn Bjarne Lardon Florent Minguet | Mannschaft     | –                                  | –        | –                               | –        | –            | –            | Niederlande            | 3:4           | ausgeschieden                           | ausgeschieden | ausgeschieden                     | ausgeschieden    | ausgeschieden |

### Korfball
| Wettbewerb       | Mixed |
| ---------------- | --- |
| Athleten         | Nick Janssens Zahra Verhoeven Yani Janssen Jesse De Bremaeker Patty Peeters David Peeters Julie Caluwe Shiara Driesen JAri Hardies Jarni Amorgaste Brent Struyf Saar Seys Stephanie Versele Karen van Camp |
| Gruppenphase     | Australien 26:8 (7:1, 6:2, 3:2, 10:3) Niederlande 16:24 (5:9, 3:4, 3:4, 5:7) Volksrepublik China 36:13 (9:1, 10:2, 11:6, 6:4)                                                                              |
| Halbfinale       | Chinesisch Taipeh 18:22 (7:7, 3:6, 5:5, 3:4) |
| Spiel um Platz 3 | Deutschland 24:9 (7:3, 8:3, 4:1, 5:2) |
| Platzierung      | Bronze |

### Orientierungslauf
| Athleten         | Wettbewerb    | Zeit         | Rang   |
| ---------------- | ------------- | ------------ | ------ |
| Männer           |               |              |        |
| Yannick Michiels | Sprint        | 14:42,80 min | Silber |
| Yannick Michiels | Mittelstrecke | 39:40,00 min | 22     |

### Rettungsschwimmen
| Athleten | Wettbewerb                             | Vorlauf         | Vorlauf         | Finale        | Finale        | Rang          |
| Athleten | Wettbewerb                             | Zeit            | Rang            | Zeit          | Rang          | Rang          |
| --- | -------------------------------------- | --------------- | --------------- | ------------- | ------------- | ------------- |
| Frauen |                                        |                 |                 |               |               |               |
| Bieke Vandenabeele                                                                                           | 50 m Retten einer Puppe                | 36,45 s         | 4               | 38,79 s       | 7             | 7             |
| Aurelie Romanini                                                                                             | 100 m Schwimmen und Retten mit Flossen | disqualifiziert | disqualifiziert | ausgeschieden | ausgeschieden | ausgeschieden |
| Nele Vanbuel                                                                                                 | 100 m Schwimmen und Retten mit Flossen | 1:05,93 min     | 18              | ausgeschieden | ausgeschieden | ausgeschieden |
| Sofie Boogaerts                                                                                              | 100 m Retten mit Flossen und Gurt      | 1:04,66 min     | 13              | ausgeschieden | ausgeschieden | ausgeschieden |
| Nele Vanbuel                                                                                                 | 100 m Retten mit Flossen und Gurt      | 1:03,38 min     | 11              | ausgeschieden | ausgeschieden | ausgeschieden |
| Stefanie Lindekens                                                                                           | 200 m Hindernisschwimmen               | 2:24,10 min     | 20              | ausgeschieden | ausgeschieden | ausgeschieden |
| Aurelie Romanini                                                                                             | 200 m Hindernisschwimmen               | 2:22,52 min     | 19              | ausgeschieden | ausgeschieden | ausgeschieden |
| Sofie Boogaerts                                                                                              | 200 m Super Lifesaver                  | 2:38,63 min     | 16              | ausgeschieden | ausgeschieden | ausgeschieden |
| Nele Vanbuel                                                                                                 | 200 m Super Lifesaver                  | 2:39,27 min     | 20              | ausgeschieden | ausgeschieden | ausgeschieden |
| Aurélie Romanini Stefanie Lindekens (im Vorlauf) Sofie Boogaerts Bieke Vandenabeele Nele Vanbuel (im Finale) | 4 × 25 m Puppenstaffel                 | 1:21,48 min     | 1               | 1:19,69 min   | 1             | Gold          |
| Aurélie Romanini Stefanie Lindekens Sofie Boogaerts Bieke Vandenabeele                                       | 4 × 50 m Hindernisstaffel              | 1:57,22 min     | 9               | ausgeschieden | ausgeschieden | ausgeschieden |
| Aurélie Romanini Nele Vanbuel Sofie Boogaerts Bieke Vandenabeele                                             | 4 × 50 m Gurtretterstaffel             | 1:46,82 min     | 9               | ausgeschieden | ausgeschieden | ausgeschieden |
| Männer |                                        |                 |                 |               |               |               |
| Joni Ceusters                                                                                                | 50 m Retten einer Puppe                | 31,25 s         | 11              | ausgeschieden | ausgeschieden | ausgeschieden |
| Pierre-Yves Romanini                                                                                         | 50 m Retten einer Puppe                | 31,54 s         | 13              | ausgeschieden | ausgeschieden | ausgeschieden |
| Lenz Bolkmans                                                                                                | 100 m Schwimmen und Retten mit Flossen | 51,58 s         | 17              | ausgeschieden | ausgeschieden | ausgeschieden |
| Joni Ceusters                                                                                                | 100 m Schwimmen und Retten mit Flossen | 50,93 s         | 16              | ausgeschieden | ausgeschieden | ausgeschieden |
| Lenz Bolkmans                                                                                                | 100 m Retten mit Flossen und Gurt      | 56,51 s         | 13              | ausgeschieden | ausgeschieden | ausgeschieden |
| Joni Ceusters                                                                                                | 100 m Retten mit Flossen und Gurt      | 56,67 s         | 15              | ausgeschieden | ausgeschieden | ausgeschieden |
| Wouter Baelus                                                                                                | 200 m Hindernisschwimmen               | 2:10,26 min     | 17              | ausgeschieden | ausgeschieden | ausgeschieden |
| Raf Montald                                                                                                  | 200 m Hindernisschwimmen               | 2:34,46 min     | 20              | ausgeschieden | ausgeschieden | ausgeschieden |
| Wouter Baelus                                                                                                | 200 m Super Lifesaver                  | 2:15,64 min     | 12              | ausgeschieden | ausgeschieden | ausgeschieden |
| Lenz Bolkmans                                                                                                | 200 m Super Lifesaver                  | 2:24,41 min     | 19              | ausgeschieden | ausgeschieden | ausgeschieden |
| Joni Ceusters Pierre-Yves Romanini Lenz Bolkmans Wouter Baelus                                               | 4 × 25 m Puppenstaffel                 | 1:08,97 min     | 5               | 1:09,36 min   | 7             | 7             |
| Joni Ceusters Pierre-Yves Romanini Lenz Bolkmans Wouter Baelus                                               | 4 × 50 m Hindernisstaffel              | 1:43,21 min     | 8               | 1:42,61 min   | 7             | 7             |
| Joni Ceusters Pierre-Yves Romanini Lenz Bolkmans Wouter Baelus                                               | 4 × 50 m Gurtretterstaffel             | 1:33,94 min     | 9               | ausgeschieden | ausgeschieden | ausgeschieden |

### Sportklettern
| Athleten       | Wettbewerb             | Qualifikation | Qualifikation | Finale   | Finale | Rang |
| Athleten       | Wettbewerb             | Ergebnis      | Rang          | Ergebnis | Rang   | Rang |
| -------------- | ---------------------- | ------------- | ------------- | -------- | ------ | ---- |
| Frauen         |                        |               |               |          |        |      |
| Anak Verhoeven | Schwierigkeitsklettern | 2,00          | 2             | 2,00     | 1      | Gold |

### Squash
| Athleten   | Erste Runde    | Erste Runde | Achtelfinale | Achtelfinale | Viertelfinale | Viertelfinale | Halbfinale    | Halbfinale    | Finale        | Finale        | Rang          |
| Athleten   | Gegner         | Ergebnis    | Gegner       | Ergebnis     | Gegner        | Ergebnis      | Gegner        | Ergebnis      | Gegner        | Ergebnis      | Rang          |
| ---------- | -------------- | ----------- | ------------ | ------------ | ------------- | ------------- | ------------- | ------------- | ------------- | ------------- | ------------- |
| Frauen     |                |             |              |              |               |               |               |               |               |               |               |
| Nele Gilis | Magda Kamińska | 3:0         | Tamika Saxby | 3:0          | Nicol David   | 0:3           | ausgeschieden | ausgeschieden | ausgeschieden | ausgeschieden | ausgeschieden |

### Tauziehen
| Wettbewerb       | Männer Outdoor 700 kg |
| ---------------- | --- |
| Athleten         | Willy Janssens Andreas van de Perre Raf Mertens Lef Smets Dirk Vosters Luc Mertens Jan Hendrickx Wim De Schutter Joris Vermeiren Wim Broeckx Johny Schuermans Olivier Fortamps |
| Gruppenphase     | Großbritannien 0:3 Schweiz 0:3 Schweden 1:1 Niederlande 0:3 Deutschland 3:0 |
| Halbfinale       | Schweiz 0:3 |
| Spiel um Platz 3 | Großbritannien 0:3 |
| Platzierung      | 4 |

### Trampolinturnen
| Männer          |          |        |   |        |   |   |
| Tachina Peeters | Tumbling | 64.000 | 6 | 69.200 | 4 | 4 |

### Wasserski
| Männer           |             |                   |   |                   |               |               |
| Olivier Fortamps | Trickfahren | 7800              | 8 | 9520              | 3             | Bronze        |
| Frauen           |             |                   |   |                   |               |               |
| Kate Adriaensen  | Slalom      | 0,00 / 55 / 13,00 | 2 | 5,00 / 55 / 12,00 | 3             | Bronze        |
| Kate Adriaensen  | Trickfahren | 4140              | 8 | ausgeschieden     | ausgeschieden | ausgeschieden |